# Kirstin Holum
Kirstin Holum (Waukesha, 29. lipnja 1980.), bivša je američka brzoklizačica i franjevka.
Rođena je u obitelji olimpijskoga skijaša Mikea Devecka i olimpijske klizačice Dianne Holum, u Wakeshi, u Wisconsinu. Godine 1997. postala je svjetskom juniorskom prvakinjom u klizačkom višeboju, a na 3000m postavila je tri državna rekorda. Sljedeće godine natjecala se na Zimskim olimpijskim igrama u disciplinama na 3000 i 5000 m te osvojila šesto i sedmo mjesto.
Nakon umirovljenja diplomirala je umjetnost na Sveučilištu u Chicagu, obranivši disertaciju o odnosu umjetnosti i Olimpijskih igara. Godine 2003. pridružila se sestrama franjevkama obnoviteljicama pod redovničkim imenom sestra Katarina (eng. Sister Catherine) te se preselila u samostan Santa Clara u engleskomu Leedsu.
Na redovništvo ju je potakao posjet u Fatimi sa šesnaest godina. Sudjelovala je u djelovanju američkoga pokreta za život.